# Galna
 (mai 2019).
Galna ou Gaulna, (Marathi:  गाळणा क़िल्ला, Hindi : गालना क़िला) est une ancienne ville forte de l'ancienne province de Khandajch, à 130 kilomètres au sud-est de Surate en Inde.
Cette ville est ceinte d’une double muraille et défendue par une citadelle construite sur un rocher escarpé.